# Acachmena
Acachmena is een geslacht van vlinders van de familie visstaartjes (Nolidae), uit de onderfamilie Chloephorinae.

## Soorten
- A. oenocrossa Turner, 1908